# Свечин, Александр Сергеевич
Александр Сергеевич Свечин (1755—1801) — генерал-лейтенант русской императорской армии, герой русско-шведской войны 1788—1789 гг.

## Биография
Происходил из рода дворян Свечиных Тверской губернии. Родился 20 (31) января 1755 года и одиннадцати лет от роду был записан на службу в артиллерию.
Начав действительную службу, был переведён сначала лейб-гвардии Измайловский, а затем Семёновский полк. В рядах этого полка он прослужил двадцать три года и дослужился до чина полковника.
В войне со Швецией, будучи уже капитаном, оказал выдающееся отличие во время нападения шведов на Саватайпольский пост. Дело это произошло следующим образом:

Утром 24 мая 1790 г. шведский генерал Армфельт, с четырёхтысячным отрядом, атаковал со всех сторон Саватайпольский пост, занятый русскими войсками. Потерпев неудачу на нашем правом фланге, Армфельт возобновил нападение на левый фланг. Для отражения этой атаки был выдвинут отряд, в составе которого находилась одна рота лейб-гвардии Семёновского полка под командованием капитана Свечина. Русские войска быстро двинулись вперед, храбро встретили шведов и, не допустив до Саватайполя, опрокинули их и обратили в бегство, причём генерал Армфельт был тяжко ранен.
За проявленную при этом выдающуюся храбрость Александр Свечин 27 мая 1790 года был награждён орденом Св. Георгия 4-го класса (№ 379 по кавалерскому списку Судравского и № 732 по списку Григоровича — Степанова)
Во уважение на усердную службу при Шведском наступлении 24 мая на Савитайпольский пост, когда отличным мужеством ободрил подчиненных и поспешествовал к получению победы.
По окончании шведской войны он продолжал службу в Семёновском полку и 1 января 1795 года был произведён в полковники с переводом в конно-гренадерский Военного ордена полк. Прослужив в этом полку три года, был 3 марта 1798 года произведён в генерал-майоры и назначен шефом Московского драгунского полка.
Во время войны 1799 года с Францией находился со своим полком в Швейцарии, под командой генерала Римского-Корсакова. В неудачном сражении при Цюрихе 14 и 15 сентября ему не пришлось участвовать, так как вверенный ему полк находился за Рейном, а затем, после сражения, был переведён на левую сторону этой реки в местечко Эглизау, для прикрытия русских войск, отступавших от Цюриха. Но 26 сентября Свечину пришлось принять участие в сражении при Дисенгофене (под общим начальством генерала Воинова), причём русская кавалерия целым рядом блестящих атак, оценённых по достоинству даже неприятелем, сдерживала наступление французов и прикрывала отступление войск Римского-Корсакова к Бюсингенскому предмостному укреплению.
В начале 1800 года Свечин был произведён в генерал-лейтенанты, а 30 мая того же года вышел в отставку.
Скончался 18 (30) марта 1810 года, похоронен на Лазаревском кладбище Александро-Невской лавры.